# Lago Hagelseeli
O Lago Hagelseeli é um lago no Cantão de Berna, Suíça. A sua superfície é de 2,49 ha.